# Max Weigelin
Max Weigelin (* 22. Januar 1888 in Stuttgart; † 7. September 1962) war ein deutscher Geologe und Bergbauingenieur.

## Leben
Max Weigelin studierte von 1908 bis 1914 an der Technischen Hochschule Stuttgart, der Christian-Albrechts-Universität zu Kiel und der Eberhard Karls Universität Tübingen Geologie und an der Bergakademie Clausthal und der Bergakademie Berlin Bergingenieurwesen.
Er war zwischenzeitlich Assistent an der Königlichen Naturaliensammlung in Stuttgart, wohnte in Böblingen und wurde 1912 in Tübingen mit seiner Dissertation Der untere Keuper im westlichen Württemberg zum Dr. rer. nat. promoviert.
Nach Ausbruch des Ersten Weltkrieges leitete er ab 1915 Kohlengruben in Nordfrankreich und ging nach Kriegsende 1919 beim Berg und Bauamt in den württembergischen Staatsdienst.
Max Weigelin wohnte ab 1921 in Wasseralfingen und leitete ab dieser Zeit die gesamte Bergbauabteilung der neu gegründeten Schwäbischen Hüttenwerke G.m.b.H.
Er entwickelte eine Waschmaschine mit Doppelbecherwerk, für die er gem. Patentblatt vom 3. Juli 1927 unter la 1009164 am 19. September 1927 die Gebrauchsmuster-Eintragung erhielt.
Max Weigelin war seit 1912 Mitglied im Verein für vaterländische Naturkunde in Württemberg.
Von seiner Korrespondenz sind Briefe von und an den Mineralogen und Geologen Hans Schneiderhöhn erhalten.

## Schriften
- Der untere Keuper im westlichen Württemberg. In: Centralblatt für Mineralogie, Geologie und Paläontologie, Stuttgart 1912, S. 118–123 (Digitalisat)
- Der untere Keuper im westlichen Württemberg. Inaugural-Dissertation zur Erlangung der Doktorwürde der Hohen naturwissenschaftlichem Fakultät der Universität Tübingen, Tübingen 1912
- Der untere Keuper im westlichen Württemberg. In: Neues Jahrbuch für Mineralogie, Geologie und Paläontologie, Beilage-Band 35, Schweizerbart, Naegele & Dr. Sproesser, Stuttgart 1913, S. 628–688
- Myophoria Kefersteini Münster aus der Bleiglanzbank des Gipskeupers von Sindelfingen und Myophoria Schmidti nov. sp. aus den Trochitenkalken von Donaueschingen. In: Jahreshefte des Vereins für vaterländische Naturkunde in Württemberg, 69, Stuttgart 1913, S. 257–265, Taf. VI (Digitalisat)